# Nicolas Rossier
Pour les articles homonymes, voir Rossier.
Nicolas Rossier, né le 4 mai 1965 à Fribourg, est un metteur en scène et comédien suisse.
Il est le cofondateur en 1991 de la compagnie Pasquier-Rossier, installée à Lausanne, et codirecteur avec Geneviève Pasquier du Théâtre des Osses à Givisiez de 2014 à 2022.

## Biographie

### Origines et famille
Nicolas Rossier naît le 4 mai 1965 à Fribourg. Il est originaire de La Brillaz. Son père, René-Louis, est employé à la Société de banque suisse ; sa mère, Simone, est secrétaire. Le haut fonctionnaire et diplomate Yves Rossier est son frère aîné.
Il est divorcé d'Anna van Brée, costumière, épousée le 30 octobre 1993. Ils ont deux enfants.

### Études, parcours professionnel et artistique
Selon ses propres déclarations, son amour du théâtre naît dès son enfance, lorsqu'il regarde des séries TV, en particulier Zorro.
Après avoir obtenu sa maturité gymnasiale au Collège Saint-Michel, où il suit déjà des cours de théâtre, il fait des études de Lettres à l'Université de Fribourg (en histoire et géographie) pendant deux ans et suit les cours de théâtre de Gisèle Sallin, fondatrice du Théâtre des Osses à Givisiez, dans le canton de Fribourg. Il est retenu à l'âge de 21 ans pour étudier au Théâtre national de Strasbourg (15 candidats retenus sur 1 000), dont il sort diplômé au bout de trois ans en 1989. Il déclare avoir été fortement marqué par Jacques Lassalle, le directeur du théâtre, dans sa manière de travailler le texte et sa direction d'acteurs. Il est engagé dans la foulée au Théâtre de la Tempête à Paris.
Il est le fondateur en 1991 avec Geneviève Pasquier, avec qui il « partage un même goût pour l'absurde », de la compagnie Pasquier-Rossier,, installée à Lausanne. Elle se nomme Acthea les trois premières années.
Ils reprennent en 2014 le Théâtre des Osses, qu'ils dirigent trois saisons jusqu'en 2022.
Il habite à Bruxelles en 1995, puis à Lausanne en 2007.

## Mises en scène
- 1991 (avec Geneviève Pasquier) : Le Déjeuner sur l'arbre, compilation de textes de Pierre Bettencourt (Témoin auriculaire), Elias Canetti (Lointain intérieur) et Henri Michaux (Fables fraîches à lire à jeun)[11],[12]. Prix romand du spectacle indépendant[13]
- 1993 (avec Geneviève Pasquier) : L'Eunuque de Zanzibar d'après Pierre Henri Cami, au Théâtre de Vidy[14]
- 1994 : Conseils pratiques à l'usage des jeunes âmes timorées, au Festival de la Cité[15]
- 1996 : Dans le petit manoir de Stanisław Ignacy Witkiewicz, au Théâtre de Vidy[16],[17]
- 1997 : Ubu roi d'Alfred Jarry, au Théâtre Am Stram Gram (Genève) puis à l'Arsenic[18]
- 1998 : Les apparences sont trompeuses de Thomas Bernhard, à l'Arsenic[19]
- 2000 : Corbeau à quatre pattes, à l'Arsenic
- 2003 : Civet de cycliste d'après Karl Valentin, au Théâtre de Carouge
- 2009 : Lékombinaqueneau, au Théâtre des Osses puis à la Grange de Dorigny[20]
- 2013 (avec Geneviève Pasquier) : Le ravissement d'Adèle de Rémi De Vos[7]
- 2014 (avec Geneviève Pasquier) : L'Illusion comique de Corneille, au Théâtre des Osses[21]
- 2015 (avec Geneviève Pasquier) : Les Acteurs de bonne foi de Marivaux, au Théâtre de Carouge[22]
- 2018 (avec Geneviève Pasquier) : Le Loup des sables d'Åsa Lind, au Théâtre des Osses[23]
- 2019 (avec Geneviève Pasquier) : Le Journal d'Anne Frank au Théâtre des Osses[24]
- 2024 : Occident de Rémi De Vos, dans différents théâtres de Suisse romande[25]

## Rôles

### Théâtre
- 1989 : Sade, concert d’enfers d’Enzo Cormann, Théâtre de la Tempête[4]
- 1992 : Pilate de Jean-Yves Picq, mis en scène par Patrick Le Mauff au Théâtre de Poche de Genève[26]
- 1994 : Ivan Alexeïevitch Alexeïev dans Oblomov d'Ivan Gontcharov, mis en scène par Dominique Pitoiset au Théâtre de Vidy[27]
- 1995 : Les Égouts d'Hugo Loetscher, mis en scène par Geneviève Pasquier, au Festival de la Cité[28],[29]
- 1995 : Un Sémite de Denis Guénoun, mis en scène par Michel Voïta, au Théâtre de Vidy[30]
- 1996 : Le Procès de Franz Kafka, mis en scène par Dominique Pitoiset au Festival d'Avignon[31]
- 2001 : Franck dans Hilda de Marie NDiaye, mis en scène par Marc Liebens au Théâtre de Vidy[32]
- 2007 : Peter Falk de Jean Steinauer et Yann Pugin, à Fribourg[3]
- 2016 : Le Garçon du dernier rang de Juan Mayorga, mis en scène par Paul Desveaux, au Théâtre Le Reflet à Vevey[33]

### Télévision
- 1994 : rôle titre dans L'Instit, saison 2, épisode 4 : Samson l'innocent[34]
- 2004 : rôle récurrent de Monsieur tous Ego dans Scènes de ménage, présenté par Martina Chyba[4]

### Cinéma
- 1989 : rôle de Bernard dans Pense à moi d'Alain Bergala[1]